# Edward Grey (1er vicomte Grey de Fallodon)
Pour les articles homonymes, voir Edward Grey et Grey.
Edward Grey, né le 25 avril 1862 et mort le 7 septembre 1933, 3e baronnet puis 1er vicomte Grey de Fallodon (Northumberland), est un homme politique et ornithologue britannique.
Il est secrétaire d'État aux Affaires étrangères pendant onze ans, de décembre 1905 à décembre 1916.
À ce titre, il signe pour le Royaume-Uni les accords Sykes-Picot le 16 mai 1916,, le signataire français étant l'ambassadeur de France au Royaume-Uni, Paul Cambon.

## Biographie
Edward Grey étudie les classiques (latin et grec) (1880-1882) puis la philosophie du droit (1883-1884) au Balliol College d'Oxford; il hérite de son grand-père de 2 000 acres de terres, ce qui lui permet de vivre sans travailler. D'abord assistant de diplomates, il est élu en novembre 1885 à la Chambre des communes ; il n'a que 23 ans et en est le benjamin. Il occupe le poste de secrétaire d'État (ministre des Affaires étrangères du Royaume-Uni) de 1905 à 1916. En dépit de son manque de connaissances en diplomatie et langues étrangères, Edward Grey est un secrétaire d'État plutôt compétent : il négocie l'entente anglo-russe en 1907, le règlement pacifique de la crise d'Agadir, et dirige des négociations pour le règlement des guerres des Balkans.
Il lui est reproché son manque de clarté vis-à-vis de l'ambassadeur d'Allemagne, le prince Lichnowski, sur les conséquences de la violation de la neutralité belge par l'armée allemande, le 3 août 1914 et c'est lui qui adresse à l'ambassadeur l'ultimatum qui conduit à la guerre. À la veille de la Première Guerre mondiale, il confie à un ami : « Les Lumières s'éteignent dans toute l'Europe... Nous ne les reverrons pas s'allumer de notre vivant ».
Il est ambassadeur aux États-Unis (1919-1920), puis chancelier de l'université d'Oxford (1928-1933).
Devenu veuf, il épouse en 1922, l'écrivaine Pamela Wyndham. 

## Œuvres
- Fly Fishing. 1899. Traduction française : Pêche à la mouche (Fly fishing), par L. de Boisset. Paris, Librairie des Champs-Élysées, 1947, 156 pages.
- Cottage Book. Itchen Abbas, 1894–1905. 1909
- Recreation. 1920
- Twenty-Five Years, 1892–1916. 1925
- Fallodon Papers. 1926
- The Charm of Birds. 1927